# Wereldkampioenschappen veldrijden 2005
De wereldkampioenschappen veldrijden 2005 werden gehouden in het weekend van 29 en 30 januari 2005 in Sankt Wendel in Duitsland op een glad, besneeuwd parcours.
Op zaterdag 29 januari streden de junioren en beloften voor de wereldtitel, op zondag 30 januari de dames en de elite mannen.
In de jongerencategorieën worden twee toekomstige wegwielrenners wereldkampioen. De Italiaan Davide Malacarne bij de junioren, en de Tsjech Zdeněk Štybar bij de beloften. Malacarne verslaat de Zwitser Julien Taramarcaz en de Duitser Christoph Pfingsten in de sprint. In de beloftencategorie domineert Tsjechië. Štybar arriveert solo, landgenoot Radomír Šimůnek pakt zilver. Nederland en België rapen er niks, het wordt een ontgoochelende editie voor de jeugd. Bij de vrouwen elite wint Hanka Kupfernagel al haar derde wereldtitel. Een halve minuut na Kupfernagel neemt landgenote Sabine Spitz zilver, Mirjam Melchers neemt brons en tevens de enige medaille voor Nederland.
Sven Nys wint goud in de mannen elite wedstrijd, na zeven jaren van veel controverse doch vooral proberen en falen. België bezet integraal het podium, waarmee de desillusie uit de jeugdwedstrijden ruimschoots doorgespoeld wordt. Erwin Vervecken neemt zilver, Sven Vanthourenhout brons.

## Verloop

### Voorbeschouwing: nu dan voor alfamannetje Nys?
Sven Nys regeert despotisch over het seizoen 2004–2005. De Vlaams-Brabander tolereert niemand en hij pakt dat seizoen uit met een eerbewijs zonder weerga. Hij wint alle regelmatigheidscriteria; de Superprestige, de Trofee en de Wereldbeker; maar doet dat vóórdat het wereldkampioenschap gereden wordt, en dat is een unieke prestatie. Nys is alleenheerser van het veldrijden geworden, hij wint 25 veldritten inclusief overwinningen behaald na het wereldkampioenschap. Navenant krijgt Nys in Vlaanderen de bijnaam Kannibaal van Baal naar zijn zegedrift, zoals op Nieuwjaarsdag op de website van het Vlaamse dagblad Het Nieuwsblad verschijnt en wel na Nys' indrukwekkende winst in zijn eigen Gazet van Antwerpen Trofee GP Sven Nys in Baal. Kenmerkend voor zijn seizoen op dat moment. Nys rijdt zijn concurrenten op een hoopje, waarnaar journalisten en supporters met ontzag kijken. Hij wordt Belgisch kampioen in Wachtebeke, en dat al voor de derde keer bij de elite renners. Alleen een wereldtitel moet nog afgevinkt.
Over Nys had men veel twijfels bij de start van het seizoen. Want de Kannibaal, voor wie hij dan nog helemaal niet doorging, werd te zijner wanhoop twee seizoenen lang geheel de verdoemenis in gefietst door generatiegenoot Bart Wellens, die in Sankt Wendel uittredend wereldkampioen was. Wellens heeft extrasportieve zorgen en beleeft een rampzalig seizoen. Zijn ploeg Spaarselect gaat failliet in juli, de verzekeringsfirma Fidea biedt redding. Wellens wacht maanden op storting van loon. Achterstallige betaling van loon zorgt voor muizenissen in Barts hoofd. Hij werd twee jaar op rij wereldkampioen en had het veldrijden in die periode gedomineerd. Wellens incasseert in september reeds een eerste mokerslag wanneer ploegmaat Tim Pauwels overlijdt, na een hartaderbreuk tijdens de opwarming van de cross in Erpe-Mere. Pauwels' overlijden beroert de sportwereld, remt de carrière van broer Kevin af en tast Wellens' prestaties aan.
Bondscoach Rudy De Bie selecteert Wellens, moeilijk seizoen ten spijt, maar concurrentie hoeft Nys van zijn Kempense rivaal niet meteen te verwachten. Wellens komt zonder grote verwachtingen aan de start. Uit welke hoek komt concurrentie dan? Mario De Clercq is er niet meer bij, einde december beëindigde Super Mario zijn carrière na de veldrit in Surhuisterveen. "Ik ben mentaal op", aldus De Clercq over wie dopingverhalen circuleerden, een kluwen inzake veearts José Landuyt die hem en andere wielrenners doping uit de paardensport zou hebben verschaft.
Uit het buitenland zal de weerstand ook nu niet komen. Richard Groenendaals carrière nadert stilaan het einde. De Nederlander is evenwel nog steeds vaandeldrager van de natie, met belofte Lars Boom in de pijpleiding. De Fransman Francis Mourey kan als enige wat weerwerk bieden tegen de Belgische suprematie, beter nog, die van Nys. Erwin Vervecken, volleerd kampioenschapsrenner, zal het wereldkampioenschap opnieuw spannend moeten houden, al houdt men daar in België vooraf weinig rekening mee. 'Nys droomt al van wereldtitel', ook gezien de toestand van het parcours waarbij de heuvels in Sankt Wendel tot een schaatspiste worden omgetoverd. Zo'n omloop is Nys op het lijf geschreven. 'Glad, technisch en selectief', weet Vervecken. Wat dus betekende dat de topfavoriet kan winnen en verliezen door mogelijke valpartijen.

### Nys rekent af met taaie Vervecken
Wat aangekondigd werd, gebeurt ook. Bart Wellens kan op het wereldkampioenschap geen rol van betekenis vervullen. Tekenend voor zijn seizoen schuift de uittredende wereldkampioen in de eerste ronde onderuit op de natuurlijk gecreëerde ijspiste. Wellens wrijft Sven Vanthourenhout het veroorzaken van de val aan. "Ik pak hem wel terug", sprak Wellens na de race. Maar hoe het ook moge zijn, onmiddellijk breekt bij Wellens de mentale veer en hij geeft even later op. Vanthourenhout is een ploegmaat van Nys bij de Nederlandse Rabobank-ploeg en een schaduwfavoriet voor de titel, en dus vandaar alle heisa.
Wie uitstekend startte, is topfavoriet Sven Nys, en ook geheel volgens de verwachting. Nys excelleert op een ijzige bodem en etaleert zijn hoge vorm. Hij valt al vroeg aan. Echter, tot zijn verbijstering rijdt uitgerekend Vanthourenhout de kloof dicht in plaats van een opening te laten vallen. Vanthourenhouts manoeuvre brengt een groep terug. Nys valt een ronde later weer aan. Hij richt meer schade aan dan ervoor. Erwin Vervecken kan volgen, net als Vanthourenhout. Vervecken is bij de les. Tot in den treure, zo laat het zich raden. Nys was niet gediend van Vanthourenhouts actie na zijn eerste aanval en hij praatte op hem in. Nys biechtte dat later op bij journalist en commentator Michel Wuyts voor diens Canvas-documentaire De Flandriens van het veld.
Het kwaad is geschied voor Nys. Hij die er zeker niet bij mocht zijn in de finale, ís erbij. Vervecken, de Lange van Lille, heeft alweer een superdag op een wereldkampioenschap. Hij is een blok aan het been voor Nys, maar zal het ploegenspel van het duo moeten doorstaan om zijn tweede wereldtitel te veroveren. Vanthourenhout pareert haast elke aanval van Vervecken, Nys moet minstens zo vaak aan het werk om hem terug te halen. Nys demarreert fors in de laatste ronde. Wanneer Vanthourenhout knap voorbij Vervecken gaat in een van de vele bochten — en Nys dat ziet — geeft die inhaalbeweging Nys moed en hij verhoogt zijn tempo. Vervecken komt niet meer aan het wiel, Nys is wereldkampioen. Vanthourenhout neemt brons.

## Uitslagen

### Mannen, elite
| Plaats | Renner              | Land        | Tijd    |
| ------ | ------------------- | ----------- | ------- |
|        | Sven Nys            | België      | 1:01.34 |
| Zilver | Erwin Vervecken     | België      | + 0.02  |
| Brons  | Sven Vanthourenhout | België      | + 0.13  |
| 4.     | Francis Mourey      | Frankrijk   | + 0.31  |
| 5.     | Davy Commeyne       | België      | z.t.    |
| 6.     | Tom Vannoppen       | België      | z.t.    |
| 7.     | Petr Dlask          | Tsjechië    | + 0.42  |
| 8.     | Enrico Franzoi      | Italië      | z.t.    |
| 9.     | Michael Baumgartner | Zwitserland | z.t.    |
| 10.    | Wilant van Gils     | Nederland   | z.t.    |

### Mannen, beloften
| Plaats | Renner            | Land        | Tijd   |
| ------ | ----------------- | ----------- | ------ |
|        | Zdeněk Štybar     | Tsjechië    | 50.12  |
| Zilver | Radomír Šimůnek   | Tsjechië    | + 0.21 |
| Brons  | Simon Zahner      | Zwitserland | + 0.25 |
| 4.     | Lukas Flückiger   | Zwitserland | + 0.28 |
| 5.     | Niels Albert      | België      | + 0.35 |
| 6.     | Kevin Pauwels     | België      | + 0.59 |
| 7.     | Derik Zampedri    | Italië      | + 1.26 |
| 8.     | Steve Chainel     | Frankrijk   | + 1.27 |
| 9.     | Lars Boom         | Nederland   | + 1.28 |
| 10.    | Krzysztof Kuźniak | Polen       | + 1.28 |

### Jongens, junioren
| Plaats | Renner                | Land        | Tijd   |
| ------ | --------------------- | ----------- | ------ |
|        | Davide Malacarne      | Italië      | 38.52  |
| Zilver | Julien Taramarcaz     | Zwitserland | z.t.   |
| Brons  | Christoph Pfingsten   | Duitsland   | z.t.   |
| 4.     | Romain Lejeune        | Frankrijk   | + 0.10 |
| 5.     | Ricardo van der Velde | Nederland   | + 0.14 |
| 6.     | Lukáš Klouček         | Tsjechië    | + 0.42 |
| 7.     | Ondřej Bambula        | Tsjechië    | + 0:49 |
| 8.     | Yannick Martinez      | Frankrijk   | z.t.   |
| 9.     | Róbert Gavenda        | Slowakije   | + 0.50 |
| 10.    | Guillaume Perrot      | Frankrijk   | + 0.51 |

### Vrouwen
| Plaats | Renster              | Land             | Tijd   |
| ------ | -------------------- | ---------------- | ------ |
|        | Hanka Kupfernagel    | Duitsland        | 41.42  |
| Zilver | Sabine Spitz         | Duitsland        | + 0.28 |
| Brons  | Mirjam Melchers      | Nederland        | + 0.32 |
| 4.     | Laurence Leboucher   | Frankrijk        | + 0.32 |
| 5.     | Maryline Salvetat    | Frankrijk        | + 0.32 |
| 6.     | Daphny van den Brand | Nederland        | + 2.02 |
| 7.     | Ann Knapp            | Verenigde Staten | + 2.16 |
| 8.     | Anja Nobus           | België           | + 2.24 |
| 9.     | Marianne Vos         | Nederland        | + 2.25 |
| 10.    | Nadia Triquet        | Frankrijk        | + 2.47 |

## Medaillespiegel
| Plaats | Land        | Goud | Zilver | Brons | Totaal |
| 1      | België      | 1    | 1      | 1     | 3      |
| 1      | Duitsland   | 1    | 1      | 1     | 3      |
| 3      | Tsjechië    | 1    | 1      | 0     | 2      |
| 4      | Italië      | 1    | 0      | 0     | 1      |
| 4      | Zwitserland | 0    | 1      | 1     | 2      |
| 6      | Nederland   | 0    | 0      | 1     | 1      |
| Totaal | Totaal      | 4    | 4      | 4     | 12     |